# 5420 Jancis
5420 Jancis este un asteroid din centura principală, descoperit pe 15 mai 1982, de Obserwatorium Palomar.